# Branko Lovak
Branko Lovak (Hlebine, 25. srpnja 1944. – Zagreb, 17. prosinca 1983.) bio je hrvatski naivni slikar, hlebinska škola.
Rođen je u Hlebinama, gdje je završio osmogodišnju školu. Za vrijeme osnovnoškolskog obrazovanja nastavnik likovnog odgoja bio je Ivan Generalić. Tada polako ulazi u svijet slikanja i pokazuje prve sklonosti slikarskom izražavanju, te od svoga učitelja dobiva i osnovne pojmove o slikanju na staklu.
Kao trinaestogodišnjak (1957. g.) ima prvu izložbu, te u dobnoj kategoriji dobiva priznanje od stručnog žirija i publike. Godine 1958. izlaže u Koprivnici s već nadaleko poznatim slikarima kao što su Ivan Generalić, Ivan Večenaj, Dragan Gaži i drugi.
Prvu samostalnu izložbu imao je 1959. g. u Mladenovcu u Srbiji.
Nadalje su uslijedile učestale grupne izložbe u zemlji i inozemstvu.
U periodu od 1964. do 1968. završio je trgovačku školu i aranžersko-dekorativnu školu u Zagrebu, te odradio, za u to vrijeme, obaveznu vojnu obvezu.
U ranijem periodu slikarskog staža dva su simbola njegovih slika: crvena jabuka i žuti i zreli suncokreti. To su simboli zdravlja, radosti življenja i kontinuiranog obnavljanja života.
Sredinom 70-tih godina počinje njegova tamna faza izražavanja.
Branko Lovak obolio je od leukemije i umro mlad, u 40. godini života, 17. prosinca 1983.

## Samostalne izložbe
- 1959. Mladenovci – Omladinski dom
- 1970. Bremen – Galerie Khoury
- 1971. Zagreb – Kreditna banka
- 1971. Hlebine – Galerija Hlebine
- 1972. Faenza – Galleria del Molinella
- 1973. Novara – Galleria de Cortile
- 1973. Torino – Galleria Bob Ben
- 1974. Dubrovnik – Galeria Sebastian
- 1975. Torino – Galleria Eskenaziarte
- 1976. Hamburg – P. Galerie
- 1976. Asti – Galleria d'Arte Moderna
- 1977. Torino – Galleria Eskenaziarte
- 1977. Hamburg – Vereins und Westbank
- 1978. Trebnje – Galerija likovnih samorastnikov
- 1978. Milano – Galleria-Salloto dell'Arte
- 1978. Cuneo – Gallerie – La Linea
- 1979. Novara – Gallerie Rotaros
- 1979. Udine – Galleria Castelloni
- 1979. Dubrovnik – Galerija Sebastian
- 1979. Geneva/Hermance – Atelier Cora
- 1979. Neuss – Naive art Galerie
- 1980. München – Galerie Hell & Hell
- 1980. Zlatar – GIU Zlatar
- 1980. Zagreb – Galerija Mirko Virius
- 1981. Firenca
- 1981. Geneva
- 1983. München

## Grupne izložbe
- 1957. Hlebine, Koprivnica
- 1958. Koprivnica, Novigrad Podravski
- 1960. Osijek
- 1961. Zagreb
- 1962. Ljubljana, Bled, Graz
- 1963. Skopje, Čačak
- 1966. Frankfurt am Main
- 1967. Kostanjevica, Klagenfurt
- 1968. Hlebine, Kostanjevica, Trebnje
- 1969. Trebnje, Dubrovnik, Sarajevo, New York, Novara
- 1970. Firenze, Zurich
- 1971. Trst, Torino, Trebnje
- 1972. Trebnje, Bremen, Đakovo, Milano
- 1973. Bremen, Zagreb
- 1974. Zagreb, Bremerhaven, Torino, Trebnje, Capri
- 1975. Zagreb, Graz, Beč, Eisenstadt, Capri, Lignano, Porto S. Stefano, Torino, Finale Ligure
- 1976. Svetozarevo, Lugano, Varenna, Alasso, Graz, Salzburg, Beč, Bremen